# Gunsmith Cats
Gunsmith Cats (яп. ガンスミス キャッツ гансумису кятцу) — манга, созданная мангакой Кэнъити Сонодой. Впервые публиковалась в журнале Afternoon в 1991 году. Затем была издана в Японии в 8 томах. В США изданием манги занималось издательство Dark Horse Comics. Выпуск продолжался до 1997 года. В 2004—2008 годах издавалось продолжение манги — Gunsmith Cats: Burst. В 2008 году оригинальная манга была переиздана в США и Японии в четырёхтомном формате под названием «Gunsmith Cats: Revised Edition». Американское издание не было подвергнуто цензуре и отзеркаливанию, как в 1990-е годы.
Манга «Gunsmith Cats» является развитием более ранней манги Кэнъити Соноды Riding Bean. В ней присутствует ряд персонажей из манги-прототипа, в том числе Ралли Винсент и Бин Бандит, но главным героем манги-прототипа является именно Бин.
В 1995—1996 годах манга была экранизирована студией Oriental Light & Magic в формате трёхсерийной OVA Gunsmith Cats: Bulletproof в стиле «девушки с пушками». Манга-прототип Riding Bean также была экранизирована в формате OVA в 1989 году.

## Сюжет
Манга повествует о приключениях двух охотниц за головами Ралли Винсент и Мэй Хопкинс, которые являются владельцами оружейного магазина Gunsmith Cats. Сюжетные арки представляют собой их отдельные дела, обычно не связанные меж собой, хотя бывают и исключения. Таковой является сюжетная линии противостояний Ралли с Греем или с Голди. Большая часть событий происходит в городе Чикаго, штат Иллинойс.
События оригинальной манги развиваются на протяжении двух лет. Манга Gunsmith Cats: Burst продолжает сюжет с того места, где закончилась оригинальная манга.

## Персонажи

### Главные Герои

Ралли Винсент

- Ирэн «Ралли» [1] Винсент  (яп. アイリーン・ラリー・ビンセント Airīn Rarī Binsento) — центральный персонаж истории. Охотница за головами и владелица небольшого оружейного магазина на окраине Чикаго. Также является вторым главным персонажем манги и аниме Riding Bean.

Наполовину индианка — наполовину англичанка. Дочь олимпийского призёра по стрельбе. Возраст 19 лет, хотя по документам ей 21 год (в конце оригинальной манги 21 и 23 соответственно). Смуглая брюнетка, с голубыми глазами и короткой стрижкой.
Эксперт по огнестрельному оружию, хороший механик и оружейник. Великолепный водитель. Водит Shelby Mustang Cobra GT500 1967 года, синего цвета. Владеет оружейным магазином, доставшимся ей от отца. Из оружия предпочитает пистолет CZ75, старой модели. Также носит при себе несколько карманных пистолетов или револьверов. Из длинноствольного оружия обычно использует Mossberg или Remington, а также снайперские винтовки SIG SG 551 и Walther WA2000.
Умная, практичная и очень ответственная девушка. Добрый и преданный друг, всегда готовый помочь своим товарищам. Тщательно избегает отношений с мужчинами. При этом помешана на оружии и старых машинах. Не может заснуть без пистолета под подушкой. Обычно хладнокровна, но при порче своей машины или оружия нередко впадает в бешенство.
Сэйю: Митико Нэя

Минни Мэй

- "Минни" Мэй Хопкинс (яп. ミニー・メイ・ホプキンズ  Minī Mei Hopukinzu) — вторая главная героиня произведения. Подруга и напарница Ралли в охоте за головами и торговле оружием.

Невысокая блондинка, с зелёными глазами и детским лицом. Возраст на начало повествования — 17 лет (официальный возраст — 19 лет). Тем не менее, она выглядит намного младше, из-за чего её постоянно путают с ребёнком. Прозвище «Минни» получила от Ралли. Мэй часто одевается как ребёнок-сорванец, но при этом в её гардеробе немало вполне женственных нарядов.
Специалист по взрывчатым веществам. Её главным шедевром являются гранаты «Особые от Мэй» — нелетальные шоковые гранаты, без шрапнели и с пониженным зарядом взрывчатки, при этом, внешне, неотличимые от настоящих. При необходимости может заниматься изготовлением и обезвреживанием настоящих мин и бомб. Также Мэй немного разбирается в традиционной китайской медицине и весьма искушена в любовных искусствах.
О родителях Мэй ничего не известно, кроме того, что она жила в трущобах Чикаго и сбежала из дома в 13 лет. Вскоре после побега познакомилась с Кеном Такизавой, подрывником, работавшим на мафию, и, несмотря на возраст, стала его любовницей. Когда Кену пришлось удариться в бега, Мэй нашла приют в борделе «Пурпурная Киска» в Чайнатауне, сначала в качестве уборщицы, а затем и как проститутки. После ухода из борделя Мэй устроилась на работу к Райли, в её магазине «Gunsmith Cats».
Мэй — весёлая и острая на язык девушка, с замашками сорвиголовы. Она хорошо разбирается в мужской психологии и часто этим пользуется. Безотчётно влюблена в своего первого парня — Кена Такизаву, что вполне взаимно. Очень злится, когда её считают ребёнком, особенно по сравнению с Ралли, которая, на самом деле, старше её, лишь, чуть больше, чем на год.
Сэйю: Каэ Араки

Бекки Фаррах

- Бекки «Ищейка» Фаррах (англ. Becky «Nose» Farrah) — близкая подруга Ралли и Мэй. Репортёр-фрилансер и торговец информацией. Бекки — удачливый журналист, талантливый сыщик и блестящий аналитик. Её информация весьма оперативна и точна, но при этом достаточно недешёвая, в результате Ралли постоянно у неё в долгу. Слабое место — деньги, из-за них она не даёт спуску даже своей близкой подруге и готова, без раздумий, ударить в лицо, мужчину, вдвое больше себя.

Сэйю: Ая Хисакава

Бин Бандит

- Бин «Дорожный Молот» Бандит (англ. Bean «Roadbuster» Bandit) — лучший перевозчик Чикаго. Главный герой манги-прототипа «Riding Bean».

Бин — высокий, физически сильный брюнет, с большим подбородком и торчащими прямыми волосами. На лице, крестообразный шрам, сходящийся на переносице. Обычно надевает кожанки или рабочие комбинезоны. Вся его одежда прошита слоями кевлара и усилена металлокерамическими пластинами, что позволяет ему выдержать даже попадание пуль из крупнокалиберных пистолетов и дробовиков.
Как лучший перевозчик Чикаго Бин обладает совершенными навыками вождения, намного превосходящими Ралли или Рифф-Рафф. Обладает молниеносной реакцией и способен мгновенно оценивать обстановку и принимать верные решения. Бин не пользуется огнестрельным оружием, предпочитая разнообразный арсенал ножей, что вкупе с его силой и выносливостью превращает его в опаснейшего противника в ближнем бою.
У Бина очень твёрдый и независимый характер. Всегда хладнокровный и спокойный, он очень строго следует договорённостям и собственному кодексу чести. Не терпит, чтобы при выполнении задания страдали невинные. Очень строго относится к условиям контракта, прилагая максимум усилий для его исполнения и назначая суровые штрафы, за его нарушения со стороны нанимателей. Весьма презрительно относится к женщинам за рулём, особенно, если те ездят на гоночных машинах. Частый противник Ралли (обычно вынужденный, по условиям контракта), что не мешает ему проявлять к ней живой интерес.
Сэйю: Танака Хидэюки

Мисти Браун

- Мисти Браун(англ. Misty Brown) — бывшая воровка-домушник, ставшая помощницей и подругой Ралли.

Мисти, в прошлом, опытная воровка-домушник, получившая прозвище «Принцесса Форточников». После того, как Ралли спасла её от необоснованного обвинения в убийстве, Мисти завязала с преступным промыслом и устроилась работать в магазин к Ралли. Мисти опытный взломщик и неплохо владеет холодным оружием, и нередко помогает своим подругам в их расследованиях.
Мисти — привлекательная и озорная молодая девушка, с весёлым характером. К сожалению, к этому прилагается способность влипать во всевозможные неприятности, из которых её приходится вытаскивать товарищам. Также Мисти, в любовных отношениях предпочитает женщин и неоднократно признавалась Ралли в любви.

### Второстепенные персонажи
- Рой Коулман (англ. Roy Coleman) — лейтенант криминального отдела, полиции Чикаго, близкий друг Ралли.

Опытный полицейский и преданный друг Ралли. Нередко снабжает её полезной информацией или защищает её от опасностей, словно старший брат. Женат. Младшая сестра его жены работает в полиции штата Миннесота.
Сэйю: Саваки Икуя
- Кен Такизава (англ. Ken Takizawa) — эксперт-подрывник, работающий на преступные организации. Бойфренд, позже муж, Минни Мэй.

Кен — американец, японского происхождения. С Мэй он познакомился за 6 лет до событий манги, когда та, сбежав из дома, попыталась переночевать в его машине. Не зная, о том, что она — девушка, он приютил её и начал учить своему ремеслу. Позже стал её возлюбленным. Из-за конфликта с мафией ему и Мэй пришлось бежать, при этом они потеряли друг друга на несколько лет. Позже Кен попытался найти её и вышел на её след в борделе «Пурпурная Киска», где ему указали, где её искать.
Кен — профессиональный подрывник, экстра-класса. Большинство полицейских сапёров не способно обезвреживать его бомбы. Эти навыки позже позволили ему, без проблем, получить место специалиста по спецэффектам в Лос-Анджелесе. Тем не менее, из-за прогрессирующего рассеянного склероза, он не может выполнять мелкие операции, и для тонкой работы ему необходим помощник. Также Кен уверенно обращается с огнестрельным оружием.
Кен — преданный друг, влюблённый в свою маленькую «секс-бомбу». Ради неё он готов на любые подвиги, или злодеяния, если посмотреть с другой стороны. При этом большинство героев не верят в искренность его чувств, и называют его «похотливым старикашкой».
- Бонни и Клайд (англ. Bonnie and Clyde) — первые серьёзные противники Ралли и Мэй в манге. Получили своё название в честь одноимённой пары грабителей.

Бонни и Клайд Дорманы — брат и сестра. Бонни — наёмная убийца, работавшая в Чикаго. Её брат Клайд — подрывник, работавший на наркокартели в Мексике. В результате неудачной стычки с Ралли, Бонни потеряла палец на левой руке и обе стопы, и поклялась отомстить Ралли. С тех пор Бонни носит дробовик или пистолет-пулемёт в протезе ноги, и удавку в протезе большого пальца.
- Грей (англ. Gray) — высокопоставленный боевик в одном, неназванном, преступном синдикате. Под видом террористов пытался шантажировать правительство штата с целью получить огромный выкуп, но в результате противодействия со стороны Ралли, Мэй и Кена, проиграл, потеряв руку.

Сильный и властный бандит, лишённый каких-либо моральных принципов. Для достижения цели готов на всё. После потери руки от выстрела Ралли стал одержим желанием отомстить ей и Кену Такизаве.
Прототипом Грея стал наркозависимый бандит Джинкли, из манги «Riding Bean».
- Голди Мусоу (англ. Goldy Musou) — одна из боссов Сицилийской Мафии, по прозвищу «Железная Голди». Создательница наркотика «керасин». Наиболее опасная из всех противников Ралли.

Голди — единственная наследница мафиозной семьи. По образованию — химик-фармацевт. В результате заговора одного из подбоссов семьи лишилась сначала родителей, а затем и деда, главы семьи. Тем не менее, смогла, с помощью своего наркотика, взять власть в свои руки, ликвидировав всех конкурентов.
До прихода в криминальный мир Голди была обычной молодой женщиной, смотревшей на мафию, лишь как на семейный бизнес. После прихода к власти она превратилась в жестокого и безжалостного лидера. Благодаря своему наркотику она промывает мозги всем своим противникам и союзникам, во избежание предательств. При этом она обладает некоторыми понятиями о чести и всегда держит данное другим слово. Считает, что стабильная, хорошо организованная преступная группировка — меньше зло для обывателей, чем свора мелких банд, постоянно воюющих меж собой.
Голди крайне умная и дальновидная руководительница. Она безупречно предугадывает ходы своих противников и, заблаговременно, предпринимает против них меры. По боевым навыкам не слишком уступает Ралли или Бину. Как и Мисти, в любви предпочитает девушек и неоднократно пыталась поймать в свои сети Ралли.
- Деннис Томбари (англ. Dennis Tombari) — правая рука Голди, её помощник и телохранитель. Вероятно единственный, из её окружения, кто служит ей добровольно, а не под воздействием «керасина». В прошлом служил её деду, дону Джулиано, но после его убийства присягнул Голди, несмотря на её крайне шаткое положение в семье.

Профессиональный водитель и стрелок. Искренне предан своей госпоже и ради неё готов объединить усилия даже со врагом.
- Рифф-Рафф (англ. Riff-Raff) — женщина-водитель из преступного мира Чикаго. Конкурентка Бина Бандита. Известна под прозвищами «Ангел Скорости» и «Заклинательница Кобр».

Рифф — молодая девушка, со светлыми волосами, одна из прядей которых окрашена в яркий цвет. На правой щеке татуировка в виде звезды. Как и Бин носит одежду со вшитыми слоями кевлара. Передвигается на AC Cobra 427 или на HMMWV.
Рифф — высококлассный водитель, по уровню навыков даже превосходящий Ралли. Она крайне презрительно относится к своим соперникам, за исключением Бина, которого мечтает победить в честной гонке, чтобы доказать, что она лучше него. Позже подобное отношение переходит также и на Ралли.
- Перси Бакарах (англ.  Percy Bacharach) — детектив полиции Чикаго, одержимый идеей поимки Бина Бандита.

Изначально Перси был героем «Riding Bean», и именно он был обладателем GT-500, который, в «Gunsmith Cats», «унаследовала» Ралли. Тем не менее, в оригинальной манге «Gunsmith Cats», он был заменён Роем Коулманом. Позже он появился в ряде эпизодов манги «Gunsmith Cats: Burst».
Перси — энергичный и бескомпромиссный детектив, готовый на всё, дабы поймать своего главного врага — Бина Бандита. Ради этого он готов переступить любой закон и заключить сделку, даже с террористами. Тем не менее, благодаря своей удаче и коварству, он умудряется постоянно выходить сухим из воды.

### Персонажи, появляющиеся только в OVA
- Уильям «Билл» Коллинз (англ. William "Bill" Collins) — агент ATF, нанявший Райли для расследования каналов поставки оружия на чёрный рынок Чикаго. В ходе расследования выясняется, что в руководстве ATF засел крот, сдающий информацию об их операциях.

Билл — молодой и щеголеватый агент спецслужб. Называет себя «Элиотом Нессом» наших дней. Но, несмотря на взывающее поведение и промашки в работе, он смелый и ответственный сотрудник, готовый на всё, для достижения целей.
Сэйю: Оцука Хотю
- Джонатан Вашингтон (англ. Jonathan Washington) — подпольный торговец оружием. Один из посредников, за которыми следил Билл Коллинз. После повторной поимки стал важным свидетелем для ликвидации которого выслали Наталью Родионову.

Сэйю: Икэмидзу Митихиро
- Наталья Родионова (англ. Natasha Radinov) — наёмная убийца русского мафиозного синдиката. Главный противник Ралли в OVA.

Бывшая капитан спецназа СССР, после распада Советского Союза ставшая боевиком русской мафии. Была направлена в США для обеспечения безопасности груза оружия и позже подряжена на ликвидацию Джонатана Вашингтона и Ралли Винсент. Наталья — опытная и безжалостная убийца и крайне опасный противник в бою. Она носит пуленепробиваемый кожаный плащ, буквально набитый оружием. Тем не менее, ей любимым оружием является баллистический нож.
Сэйю: Соми Ёко

## Медиа

### Манга
Изначально Кеничи Сонода предполагал, что главным героем манги станет Бин Бандит, а Ралли Винсент будет лишь его временной напарницей. Эти идеи были заложены в Мангу-приквел Riding Bean, которая выходила в ежемесячном журнале Monthly Comic Noizy (яп. 月刊コミックノイズィ Gekkan Komikku Noizui) начиная с февраля 1989 года. Но после того как было издано 4 главы манги, журнал был закрыт. Тем не менее на основе имеющихся наработок была создана новая манга, развивающая идеи прототипа, но уже с девушками в роли главных героинь. Манга получила название Gunsmith Cats и начала выходить в ежемесячном сэйнен-журнале Afternoon, а позже была переиздана в 8-томном собрании танкобонов. Манга выходила с 16 декабря 1991 по 23 июля 1997 года.
В США права на издание приобрело издательство Dark Horse Comics, которое выпустило его в 9-томном формате в период с 1 мая 1995 по 15 августа 2001 года. При издании в США манга была отзеркалена и поверглась ряду цензурных изменений: удалены сцены орального секса в исполнении Мэй, в ряде сцен убрана кровь или обнажённые тела, возраст Мэй увеличен с 17 до 18 лет. Так же манга продавалась и в Великобритании.
В 2005 году в Японии манга была переиздана в 4-томном издании. Эта версия манги содержала в себе все 75 глав оригинальной манги и 4 опубликованных главы манги-приквела Riding Bean, а также комментарии автора. Позже, в 2007 году, эта версия манги была издана и в США издательством Dark Horse Manga под названием Gunsmith Cats: Revised Edition без цензурных изменений и получила рейтинг «+18».
Манга Gunsmith Cats: Burst выходила в период с 23 июня 2005 по 21 ноября 2008 года. Первоначально в журнале Afternoon, а позже — в 5-томном издании. В США танкобоны издавались под редакцией Dark Horse Manga без цензурных ограничений.

### Аниме
Аниме-экранизация манги-приквела Riding Bean была предпринята студией Anime International Company в 1989 году в формате 45-минутной OVA. Сюжет OVA отличался от изданных глав манги. OVA распространялось на VHS и LaserDisc. Позже, в 2002 году, аниме было переиздано в США издательством AnimEigo на DVD. В 2008 году OVA было издано на Blu-ray в Японии.
В 1995 году студия OLM, Inc. экранизировала мангу Gunsmith Cats в виде 3-серийной OVA под названием Gunsmith Cats: Bulletproof. Режиссёром экранизации стал Такеси Мори. Сюжет аниме также не основывался на изданном материале и представлял собой самостоятельную историю. OVA распространялась на VHS и LaserDisc. В 2001 году в продажу поступила DVD-версия.

## Критика
Манга Gunsmith Cats неоднократно подвергалась критике за эксплуатацию образов педофилии и большого числа эротических сцен. При этом американская адаптация была признана «великолепной» и в 1997 году была номинирована на Премию Харви в номинации «Лучшее американское издание иностранной работы», но проиграла манге Gon.